# Belleville-sur-Mer
Belleville-sur-Mer là một xã thuộc tỉnh Seine-Maritime trong vùng Normandie miền bắc nước Pháp.

## Huy hiệu
| Arms of Belleville-sur-Mer | The arms of Belleville-sur-Mer are blazoned: Azure, a saltire between 4 eagle heads contourny argent. |

## Dân số
| Năm | 1962 | 1968 | 1975 | 1982 | 1990 | 1999 | 2006 |
| --- | ---- | ---- | ---- | ---- | ---- | ---- | ---- |
| Dân số | 169  | 173  | 178  | 174  | 370  | 632  | 818  |
| From the year 1962 on: No double counting—residents of multiple communes (e.g. students and military personnel) are counted only once. |      |      |      |      |      |      |      |